# Préhistoire de la Péninsule maritime
La préhistoire de la Péninsule maritime s'échelonne sur près de onze millénaires jusqu'à la fondation de l'Acadie en 1604. Le territoire est d'abord par les Paléoaméricains. La période du grand hiatus, entre -8000 et -3000, correspond à un manque de preuves archéologiques. La culture archaïque maritime s'installe ensuite près de la mer et vit surtout des ressources halieutiques, côtoyant probablement d'autres peuples. La céramique est adoptée vers -500, à l'époque ou se développe les peuples des Micmacs et des Etchemins. Ce qui est arrivé de ces derniers n'est pas connu mais les Malécites, qui sont en fait probablement liés, occupent ensuite leur territoire.

## Peuplement

Migration des Homo sapiens en Amérique.

Selon une théorie couramment acceptée jusqu'aux années 2000, les premiers Homo sapiens, autrement dit les humains modernes, arrivent en Amérique du Nord durant la dernière glaciation, la glaciation de Würm, qui commence il y a environ 80 000 ans pour se terminer il y a environ 12 000 ans. La concentration de l'eau dans les glaciers fait baisser le niveau de la mer d'environ 100 mètres, créant de vastes ponts terrestres, dont celui du détroit de Béring, la Béringie, reliant l'Alaska à la Sibérie sur plus de 1 000 km de long; de grands mammifères s'y aventurent, suivis par les humains. Une autre théorie veut qu'un couloir libre de glace aurait permis aux humains d'atteindre le continent américain un peu plus tôt. Une théorie de plus en plus populaire, introduite par Michael Waters, fait remonter le peuplement à une époque située entre 11200 et 13500 av. J.-C., au moyen d'embarcations longeant les côtes et non à pied par la Béringie. Il existe de plus des traces de populations encore plus anciennes.

## Période paléoaméricaine (-9000 à -7000)
La période paléoaméricaine est la plus ancienne universellement reconnue par les archéologues. Les Paléoaméricains auraient vécu à partir du IXe millénaire av. J.-C.. Cette période est connue depuis l'exploration du site Clovis, aux États-Unis, durant les années 1920. Les sites paléoaméricains sont reconnaissables par leur mélange d'armes et d'outils en pierre taillée, notamment des pointes cannelées. Le premier site des Maritimes, et le plus important à ce jour, est découvert à la suite de la Deuxième Guerre mondiale, à la Base des Forces canadiennes Debert, en Nouvelle-Écosse ; il date d'environ 8 600 ans avant Jésus-Christ. Les pointes trouvées sur le site Debert diffèrent en fait de celles trouvées ailleurs sur le continent, signifiant que la population a dû être isolée durant une grande période. Les archéologues s'entendent généralement pour dire que les Paléoaméricains sont arrivés par le sud dès que la fonte des glaciers permit la croissance des plantes, probablement de Nouvelle-Angleterre, puisque les pointes cannelées trouvées dans cette région sont plus anciennes.
La fin de la glaciation du Wisconsin a lieu au XIIIe millénaire av. J.-C. mais, d'après l'étude du site Debert, de la glace aurait subsisté en plusieurs endroits, influençant le climat et supportant probablement une végétation de type toundra, malgré la présence probable d'arbres et de grands mammifères, comme des mastodontes. Les Paléoaméricains construisaient des maisons avec des charpentes de bois, peut-être d'os, couvertes de peaux et munies d'un foyer central. Les connaissances sur la flore de l'époque laissent supposer que les environs de Debert étaient peuplés d'animaux comme le caribou ainsi que le renard et le lièvre; la situation stratégique de Debert dans la migration des caribous aurait en fait déterminé la fondation du village. La population préférait vraisemblablement chasser à l'automne, et peut-être au début du printemps, restant sur place durant l'hiver. Selon James A. Tuck, il est très probable qu'ils se déplaçaient sur la côte durant l'été. Les fouilles archéologiques et l'analogie avec d'autres peuples laisse supposer que les Paléoaméricains vivaient en petits groupes familiaux, qui se regroupaient pour la chasse au caribou. Leur apparence est inconnue, bien que James A. Tuck estime qu'ils soient semblables aux Malécites et Micmacs actuels. Une chose est certaine, leur habillement devait être adapté à un climat rude.

## Grand hiatus (-8000 à -3000)
La période du VIIIe au IVe millénaire av. J.-C. est méconnue, comme c'est le cas pour plusieurs régions de l'est du Canada. Les archéologues savent que les Paléoaméricains y habitaient toujours, des pointes de flèches semblables aux leurs ayant été découvertes en plusieurs endroits, mais il n'existe aucune preuve d'établissements permanents. Ce manque apparent de présence humaine serait la conséquence d'une forêt de pins dense ayant poussé durant cette période, réduisant fortement la quantité de gibier et de ressources. D'autres archéologues s'opposent à cette théorie, s'appuyant notamment sur l'absence de preuves concluantes de l'existence de cette forêt et sur l'affirmation qu'elle n'aurait pas occupé tout le territoire, permettant à certains groupes de survivre. Selon David Sanger, le niveau de la baie de Fundy aurait été beaucoup plus bas et donc plus pauvre en ressources, expliquant l'inexistence de preuves archéologiques, au moins sur son rivage. Toutefois, la population exploitait les ressources halieutiques depuis le IXe millénaire av. J.-C. et peut-être même plus tôt. Selon James A. Tuck, les Paléoaméricains aurait donc vécu sur le rivage des Maritimes durant toute cette période et se seraient même aventurés dans les terres. L'augmentation constante du niveau de la mer aurait toutefois depuis effacé toute trace de présence humaine.

## Période pré-céramique tardive (-3000 à -500)
La période pré-céramique tardive est la plus ancienne dont les archéologues ont été en mesure de trouver de nombreux artéfacts. Elle commence au tournant des IVe millénaire av. J.-C. et IIIe millénaire av. J.-C. et dure jusqu'au milieu du Ier millénaire av. J.-C., correspondant à la période archaïque des Amériques ; à noter que l'adjectif « archaïque » s'applique mal aux Maritimes puisque l'agriculture n'y a jamais réellement existé durant la préhistoire.
La culture archaïque maritime s'étend le long des côtes, de la Nouvelle-Angleterre au Labrador, impliquant vraisemblablement la présence d'un réseau de communication maritime. Le site le plus ancien, au sud du Labrador, date du VIIe millénaire av. J.-C., tandis que les sites plus au sud datent du milieu du IIIe millénaire av. J.-C. ; la montée du niveau de la mer a toutefois fait disparaître la plupart des sites archéologiques. Certains artéfacts découverts au Labrador sont en pierre taillée, laissant supposer une transition entre la culture paléoaméricaine et la culture archaïque maritime. De plus, les artéfacts trouvés dans le tumulus de L'Anse Amour prouveraient un mode de vie lié à la mer.
La culture laurentienne, nommée ainsi puisqu'elle a été découverte sur les berges du fleuve Saint-Laurent, s'étend quant à elle dans les terres, principalement au centre du Nouveau-Brunswick et dans une moindre mesure en Nouvelle-Écosse, probablement parce qu'elle s'est répandue vers l'est à partir de la Nouvelle-Angleterre ; une forêt mixte, auquel ce peuple est adapté, se serait en effet formée à cette époque. Les sites laurentiens sont reconnaissables à trois critères : le manque de poterie, de pipes et de traces d'agriculture, la présence d'objets en pierre polie spécifiques et la présence d'objets en pierre taillée ; les sites des Maritimes, datant d'environ -3000 à -500, remplissent ces trois critères. Il semble que ce peuple était formé de petits groupes nomades. Ils portent vraisemblablement d'épais vêtements de cuir l'hiver et des vêtements très légers l'été. Leurs croyances impliquent le port d'amulettes faites de dents ou d'autres restes d'animaux ainsi qu'un soin particulier accordé aux funérailles, des armes, des outils et de l'ocre rouge étant enterrés avec le défunt.
Au moins deux autres peuples ont évolué dans la région. Deux sites, la fosse Dead Man's, sur la rivière Tobique au Nouveau-Brunswick, ainsi que le site McEvoy, sur le cap North, à l'île du Cap-Breton en Nouvelle-Écosse, sont possiblement associés à la culture archaïque du Bouclier, nommée ainsi puisqu'elle se concentre surtout dans le bouclier canadien, au bord de la baie d'Hudson. Les sites des Maritimes contiennent des outils de pierre semblables, utilisés surtout pour la chasse mais probablement aussi pour la pêche ; leur âge est évalué au milieu du IIe millénaire av. J.-C. et plus tard. James A. Tuck pense plutôt que ces sites correspondent à une culture archaïque maritime tardive. Les sites liés à la culture Susquehanna se retrouvent dans le comté de Charlotte, au bord de la baie de Fundy ; cette population est toutefois concentrée en Nouvelle-Angleterre. Les artéfacts sont surtout des outils et des armes en pierres taillées ainsi que des bols en pierre à savon. La culture Susquehanna est constituée de chasseurs-cueilleurs, résidant au bord de la mer l'été, sans toutefois compter autant sur la mer que la culture archaïque maritime, et résidant le long des cours d'eau l'hiver mais chassant surtout, contrairement à la culture laurentienne. Leurs rituels funéraires diffèrent des autres peuples de l'époque car ils pratiquent la crémation, enterrent les cendres et les os, tandis que plusieurs tombes contiennent de l'ocre rouge et des objets cassés rituellement.
Entre -2000 et -500, la culture archaïque maritime est délogée du Labrador par les Paléoesquimaux en provenance de l'Arctique ainsi que par la culture archaïque du Bouclier et par la culture laurentienne. La culture Dorset est présente à Terre-Neuve entre -500 et l'an 500. À la même époque, les Paléoesquimaux quittent tout le territoire sauf le Nord du Labrador, pour être remplacés par d'autres peuples, possiblement les ancêtres des Innus et des Béothuks ; les archéologues ne savent toujours pas si ces derniers sont des descendants de la culture archaïque maritime ou d'autres peuples. Les Béothuks disparaissent en 1829.

## Période de la céramique (-500 à 1604)

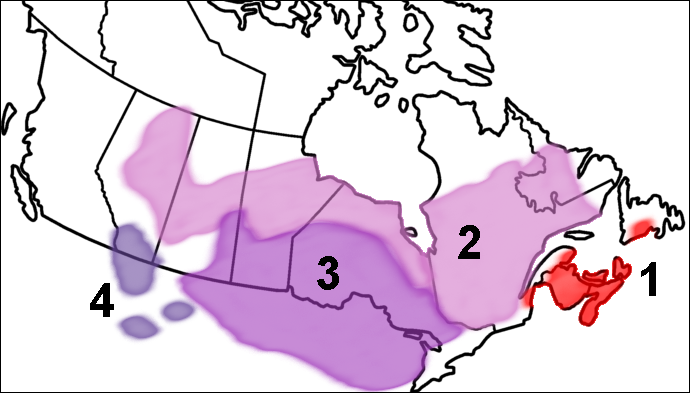
Extension des peuples algonquiens en Amérique du Nord.
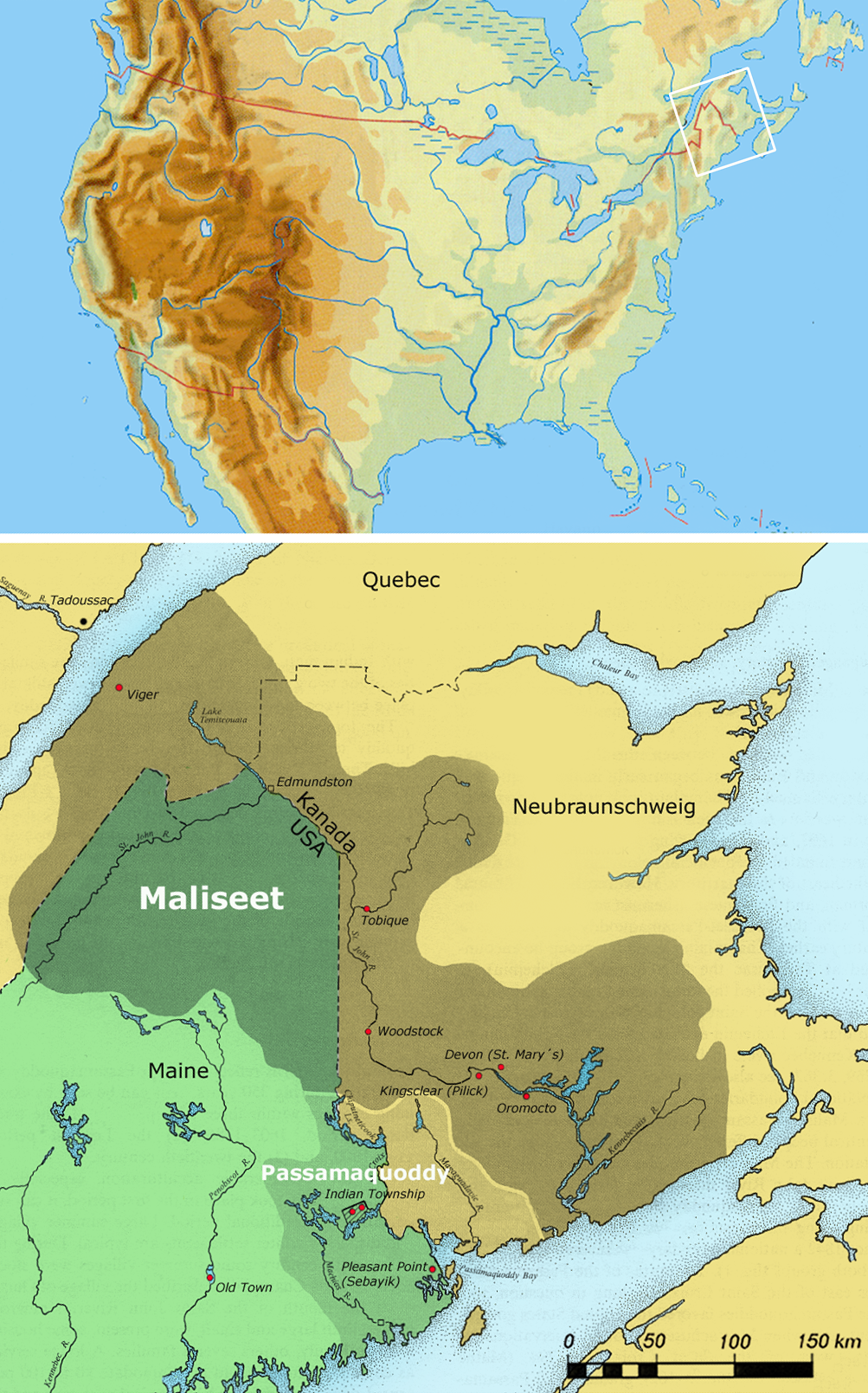
Territoire historique des Malécites.
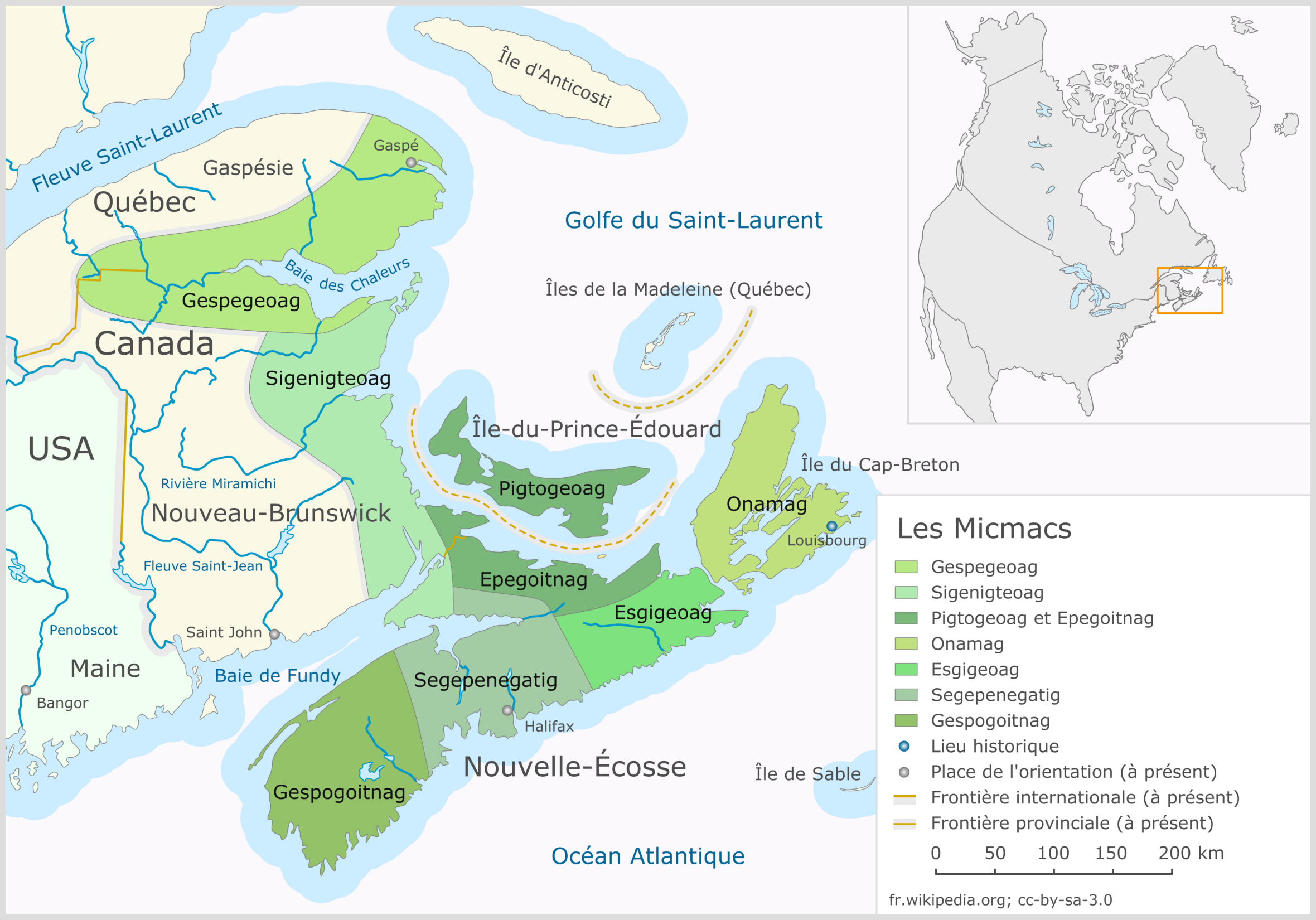
Territoire historique des Micmacs.

Il semble y avoir deux peuples durant la période de la céramique : les Etchemins, présents à l'ouest ainsi qu'au sud-ouest du Nouveau-Brunswick et les Souriquois, présents dans le reste du territoire. Leur territoire est sensiblement le même que les Micmacs et les Malécites actuels et il est presque certain que les Souriquois soient en fait les Micmacs mais le lien entre les Etchemins et les Malécites est plus ténu. Il est probable que les Passamaquoddys se soient séparés des Malécites au milieu du XVIIIe siècle ou même plus tôt ; de nos jours, ceux-ci vivent à l'extrême sud-ouest du Nouveau-Brunswick et aux États-Unis. Certains auteurs considèrent même que les Malécites, les Abénaquis et les Passamaquoddys occupent plus tard le territoire des Etchemins ; ces peuples pourraient en effet résulter des regroupements ethniques appliqués par les Européens. De nos jours, les Malécites et les Micmacs parlent des langues algonquiennes assez semblables, laissant supposer qu'ils dérivent du même peuple. Leur Préhistoire est aussi semblable mais certaines différences laissent plutôt entrevoir une séparation ancienne, probablement même avant la période de la céramique. Des sites situés au bord de la baie de Passamaquoddy et dans les environs, datant de la période précéramique tardive, laissent supposer un lien avec la culture malécite, puisque les objets sont assez semblables, excepté l'absence de poterie ; le peu de preuves empêche toutefois de les lier formellement et ils pourraient aussi bien être liés à une culture Susquehanna tardive ou aux sites Dead Man's Poll et Tobique, plus au nord,. Quant aux Micmacs, leur tumulus Augustine, à Metepenagiag, est associé à la culture Adena de la vallée de la rivière Ohio, laissant supposer plusieurs influences culturelles.

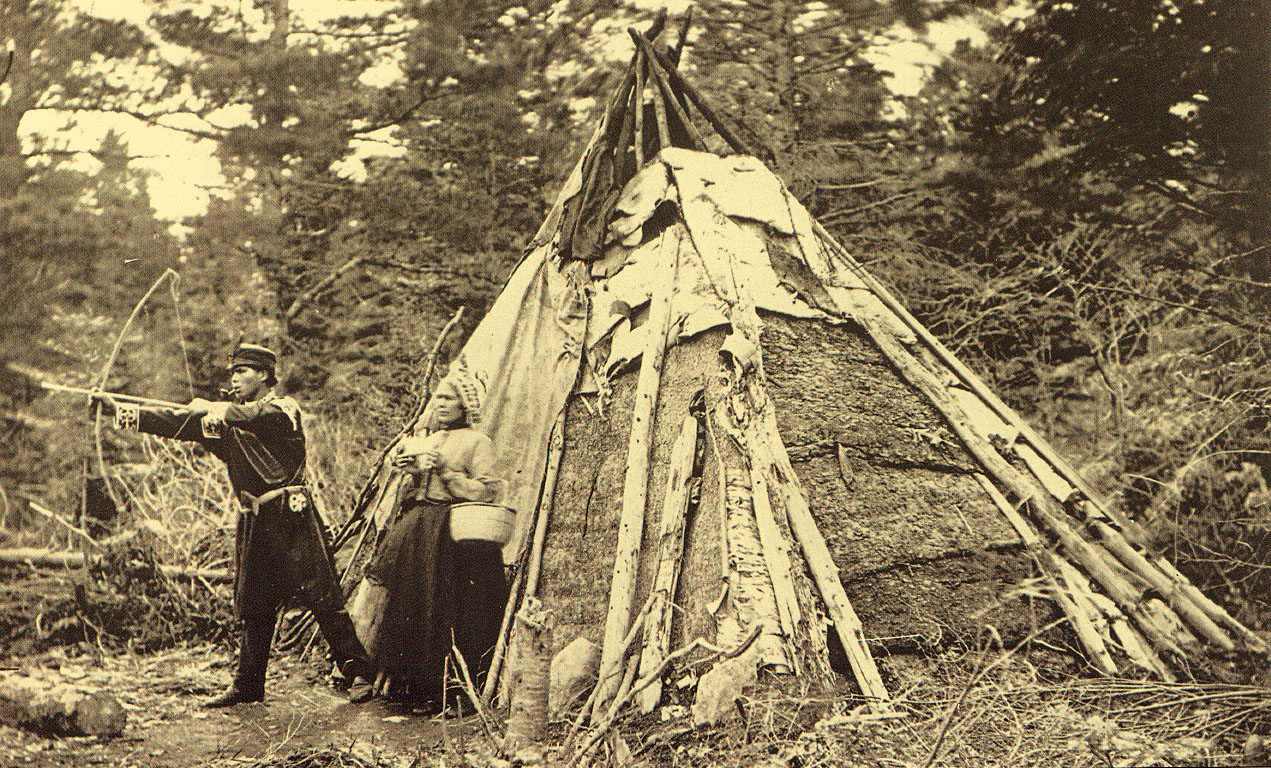
Micmacs, en 1873.

La céramique est introduite vers le milieu du Ier millénaire av. J.-C.. Les Malécites l'auraient importée de la Nouvelle-Angleterre et les Micmacs du Québec, via la Gaspésie. Bien que son introduction ait certainement amélioré le mode de vie, son encombrement et sa fragilité pour des populations semi-nomades poussera plusieurs tribus à abandonner cette technique par la suite. Cela expliquerait aussi l'empressement avec lequel les marmites en cuivre seront adoptées après l'arrivée des Européens. La céramique des Maritimes suit une évolution semblable à ce qui se passe ailleurs sur le continent. Les premiers pots micmacs sont les plus minces et les plus durs, leurs décoration est faite avec un outil dentelé alors que les pots plus récents sont plus épais et friables et leurs décorations sont faites avec une palette enroulée d'une corde alors que l'argile est encore humide. La céramique malécite la plus ancienne est de forme ronde, au goulot s'élargissant légèrement. Des grains de granit sont ajoutés au matériau, le rendant légèrement brillant, et le goulot est décoré de motifs géométriques variés au moyen d'un outil dentelé tandis que le corps est décoré au moyen d'une palette couverte de corde ou simplement aplani. La céramique malécite plus tardive est de forme semblable mais a souvent un collet près du goulot. La céramique est désormais tempérée avec des morceaux de coquilles ou plus couramment de la pierre concassée. Les motifs sont semblables mais sont désormais faits avec un bâton enroulé de corde.
Les Malécites pratiquent l'agriculture, mais les archéologues ne s'entendent pas sur l'époque de son adoption. Selon David Sanger, les Malécites ont des établissements permanents au bord de la mer et s'aventurent le long des cours d'eau uniquement lorsque le poisson est plus abondant. Ils construisent des maisons semi-souterraines.
Les Micmacs semblent avoir toujours eu un mode de vie semi-nomade, se déplaçant vers la côte à la fin de l'hiver pour pêcher. Les oiseaux migrateurs, apparemment plus nombreux à l'époque, fournissent une bonne partie de la nourriture au printemps, à laquelle s'ajoute la chasse d'animaux locaux. Durant l'été, ils pêchent parfois au crochet, en plus de recueillir occasionnellement des mollusques. Les mammifères marins sont surtout chassés l'été alors qu'une autre chasse aux oiseaux migrateurs a lieu à l'automne. Les Micmacs se déplacent ensuite dans les terres pour pêcher l'anguille. Le poisson et les anguilles fumées ou séchées servent en effet de provisions durant l'hiver mais des mammifères terrestres sont aussi chassés. Les camps saisonniers les plus anciens ont été découverts près de Tracadie-Sheila ainsi qu'en plusieurs endroits de l'Île-du-Prince-Édouard et de la Nouvelle-Écosse mais le site le plus important et le plus ancien – datant du milieu du Ier millénaire av. J.-C. – reste le site Oxbow. Il semble en fait que les Micmacs aient gardé un mode de vie sensiblement semblable durant toute cette période. Les artéfacts micmacs ne sont pas très différents de ceux des Malécites mais suivent une lente évolution, fruit des contacts avec d'autres cultures. Les fouilles archéologiques ont surtout permis de récupérer des objets en os et en pierre mais ils en fabriquaient aussi en bois de cervidés, en cuir et en bois. Les pointes de javelots et de flèches sont encochées pour les attacher. Les couteaux en éclats de pierre gardent généralement la même forme que dans la période précédente ; les grattoirs sont fréquents mais diminuent en taille avec le temps. Les pointes en os ou en bois pour les lances, les flèches, les harpons et les tridents ont des formes variées. Les Micmacs fabriquaient des pendentifs avec des dents animales, des perles en os et d'autres objets décoratifs probablement censés avoir des propriétés magiques.

## Contact (1000 à 1604)

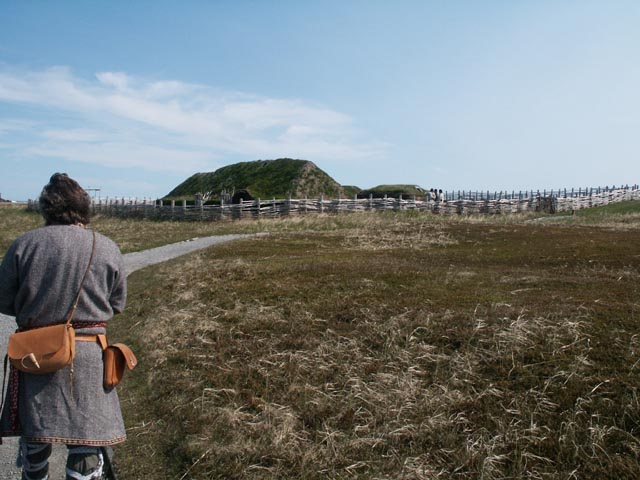
Reconstitution de L'Anse-aux-Meadows.

En 985 ou 986, le Viking Erik le Rouge explore le sud du Groenland. Bjarni Herjólfsson tente de le rejoindre mais est dirigé plus au sud, probablement à Terre-Neuve, devenant possiblement le premier Européen à explorer l'Amérique. Vers l'an mille, Leif Ericson, le fils d'Erik le Rouge, explore les terres découvertes par Bjarni Herjolfsson. Il fonde Straumfjord, dans le Nord de la colonie du Vinland, correspondant à L'Anse aux Meadows, à Terre-Neuve-et-Labrador ; la colonie est abandonnée quelques années plus tard. La Saga d'Erik le Rouge mentionne aussi la fondation d'une autre colonie, Hop, une guerre avec la population locale, les Skrælings, et l'exploration d'autres terres mais aucune preuve concluante de leur présence ailleurs qu'à L'Anse-aux-Meadows n'a été trouvée jusqu'à ce jour. On sait toutefois que les Vikings continuent de visiter occasionnellement l'Amérique du Nord pour se procurer du bois.
Entre 1075 et 1080, Adam de Brême est le premier à mentionner le Nord-est du continent, dans Gesta Hammaburgensis ecclesiae pontificum.
Dès le XVIe siècle, des pêcheurs basques viennent régulièrement pêcher la baleine et la morue à Terre-Neuve. Au contact des Amérindiens, un pidgin basco-algonquin se développe entre les Basques et les Micmacs. Aux caraques basques, encore très majoritaires au XVIIe siècle, s'ajoutent quelques navires portugais, français, bretons et normands ainsi que des marchands de fourrures,.
L'Amérique du Sud est colonisée par l'Espagne et le Portugal à la suite du voyage de Christophe Colomb, en 1492 ; le traité de Tordesillas, signé en 1494, concède tout le continent à ces deux puissances. L'Angleterre souhaite alors coloniser l'Amérique du Nord, aux environs du 37e parallèle, tandis que la France s'intéresse au 45e parallèle. Jean Cabot est probablement le premier à explorer l'Acadie pour le compte de l'Angleterre, en 1497. La France, constamment en conflit avec l'Espagne, s'intéresse tardivement à la colonisation des Amériques ; Giovanni da Verrazzano est toutefois envoyé pour explorer la côte de la Floride à l'île du Cap-Breton en 1524. Arrivé dans la région de l'actuelle ville de Washington, il utilise pour la première fois le nom « Acadie », sous la forme « Arcadie », en référence à cette région luxuriante de Grèce ; le terme est appliqué plus au nord dès 1548, avant d'apparaître sous la forme actuelle au début du XVIIe siècle. Jacques Cartier débarque à Miscou en 1534 et explore une partie de la côte, permettant de mieux connaître la géographie et les cultures amérindiennes mais aussi de confirmer la possibilité d'un établissement permanent et l'abondance des ressources naturelles ; le passage tant recherché vers l'Asie n'est toutefois pas trouvé.

Trajet probable des Vikings en Amérique du Nord
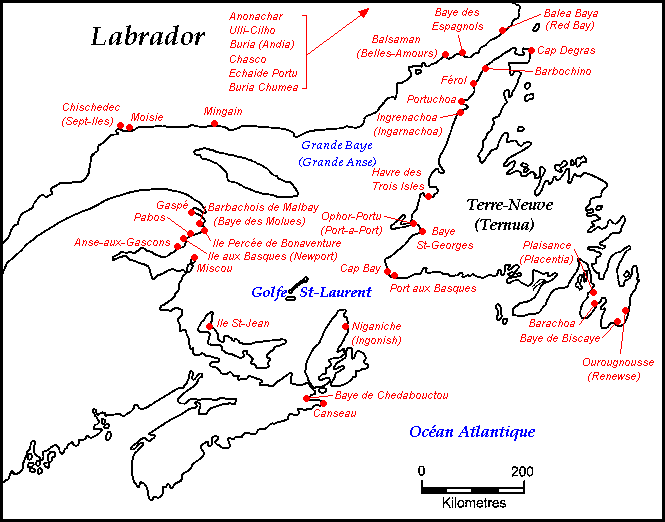
Postes de pêche basques aux XVIe et XVIIe siècles
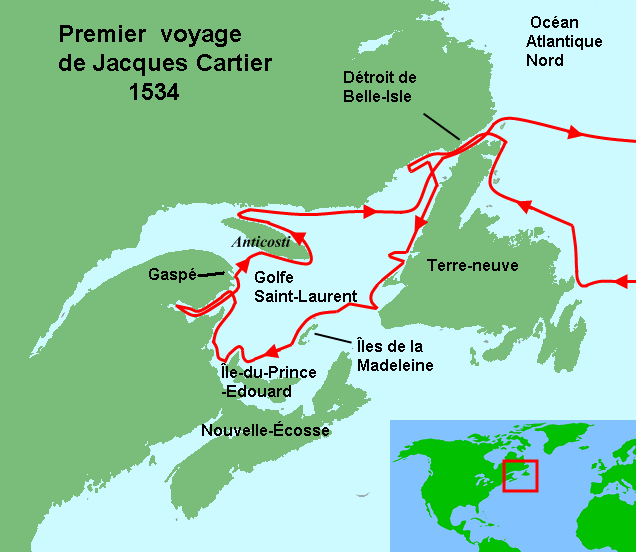
Trajet du premier voyage de Jacques Cartier